# Natalie Nunn
Natalie Nunn (nascida em 26 de dezembro de 1984 em Oakland) é uma modelo, apresentadora e atriz americana. 

## Biografia
Natalie Nunn nasceu em 26 de dezembro de 1984, em Oakland na Califórnia. É filha de Karen e Earl Nunn e irmã de Ronald Nunn. Ela frequentou a prestigiada Saint Francis High School, até seu segundo ano e depois foi transferida para Aragon High School, em San Mateo. Enquanto frequentava a Universidade do Sul da Califórnia, Nunn abriu sua própria boutique chamada Celebrity Bound, localizada na rua principal em Pleasanton. Ela se formou na universidade, com uma licenciatura em Comunicação e Sociologia. Mas, Natalie Nunn prosseguiu então sua carreira na TV.
Natalie Nunn fez parte do elenco na 4.ª temporada de Bad Girls Club. A temporada estreou em 1 de dezembro de 2009 com a maior quantidade de espectadores na história da Oxygen, na época. Ela foi removida do show no Episódio 12, após de uma briga com outros colegas do elenco durante uma viagem para Santa Barbara, Califórnia. Porém ela fez algumasaparições nas 5.ª e 6.ª temporadas do show.
Natalie é apresentadora do programa The Tea Party with Natalie Nunn. No show, muitas vezes ela faz entrevistas, discute os eventos atuais seja nacionais ou mundiais, e também fala sobre alguns de seus próprios projetos e experiências. O primeiro episódio do show foi ao ar em 22 de junho 2012.
Nunn lançou em 28 de maio de 2013 um livro autobiográfico e guia para mulheres intitulado "Turn Down For What", através da Amazon e também a venda na Barnes & Noble.
Em 2013, ela faz participação no vídeo musical "Na Atividade", de Bonde da Stronda. Ela postou várias fotos em suas redes sociais dos bastidores do clipe.